# Day & Night
Day & Night (Dag & Natt) är en oscarsnominerad animerad kortfilm regisserad av Teddy Newton för Pixar Animation Studios. Filmen ska visas innan varje visning av filmen Toy Story 3. Filmen finns att köpa på iTunes i USA. Till skillnad från de flesta andra av Pixars kortfilmer, kombinerar animation i både 2D- och 3D-element, scenografen Don Shank säger att det är olikt allt Pixar har producerat innan.

## Handling
Filmen följer två karaktärer, Dag och Natt. Inuti Dag är det dag med en sol i mitten, och inuti Natt är en natt med en måne i mitten. Filmen uttrycker normala händelser som normalt sker inom en dag eller natt och dessa händelser ofta motsvarar med åtgärder eller känslor som karaktärerna Dag eller Natt känner. Till exempel, när Dag är glad kommer han att ha en regnbåge inne i honom, och när Natt är glad att han kommer att ha fyrverkerier inne i honom.
När Dag och natt möts första gången är de skeptiska mot varandra. De blir avundsjuka på varandra på grund av händelserna i deras insidor, och börjar till slut att slåss. Men så småningom se det positiva i varandra och lära sig att tycka om varandra. I slutet av filmen byts rollerna så att Dag blir Natt och tvärtom.

## Produktion
Filmen använder en ny effekt av att kombinera 2D- och 3D-animation, den är Pixars andra kortfilm som delvis är animerad i 2D (din vän Råttan var den första). Konturerna av båda karaktärerna är handritade och animerade i 2D, medan de scener inuti deras siluetter utförs i 3D.
Insidan av karaktärerna är datoranimerade av en maskeringsmetod som kan teckna 2D-fönster som ska ha en 3D-värld inuti.

## Utmärkelser

### Vinster
- Annie Awards - Bästa animerade kortfilm

### Nomineringar
- Oscarsgalan 2011 - Bästa animerade kortfilm